# بنجامين لي
بنجامين لي (بالدنماركية: Benjamin Lee)‏ (15 أبريل 1989 بالدنمارك - ) هو مدرب كرة قدم ولاعب كرة قدم دانمركي في مركز الهجوم. لعب مع يانج لايونز وVanløse IF ‏ وAkademisk Boldklub ‏ وبولدكلوبن فرم وBoldklubben af 1893 ‏.

## وصلات خارجية
- بنجامين لي على موقع قاعدة بيانات كرة القدم.إي يو (الإنجليزية)
- بنجامين لي على موقع Soccerway.com (الإنجليزية)
- بنجامين لي على موقع EliteProspects.com (الإنجليزية)